# Polyommatus bellicarus
Polyommatus bellicarus är en fjärilsart som beskrevs av Felix Bryk 1940. Polyommatus bellicarus ingår i släktet Polyommatus och familjen juvelvingar. Inga underarter finns listade i Catalogue of Life.